# Șcekînske, Konotop
Șcekînske (în ucraineană Щекинське) este un sat în comuna Kozațke din raionul Konotop, regiunea Sumî, Ucraina.

## Demografie
Componența lingvistică a localității Șcekînske
     Ucraineană (100%)
Conform recensământului din 2001, toată populația localității Șcekînske era vorbitoare de ucraineană (100%).